# كارلومان الأول (ملك فرنسا)
الملك كارلومان الأول (بالفرنسية: Carloman Ier)‏ : ولد عام 751 في سواسون، ومات في ساموسي التابعة لأقليم أيسن، في الرابع من كانون الأول عام 771. كان ملكاً لفرنسا من 768 إلى 771 م.

## حياته
كارلومان هو ابن بيبان القصير، والدته بيرتراد دو لاون.
بعد وفاة والده تقاسم المملكة مع أخيه شارلمان. كانت حصة كارلومان تشمل : أوستراسيا و ألمانيا [الإنجليزية] و تورينغن...
أما مملكة شارلمان فضمت كل من : نيوستريا و بورغوني و آكيتين.
لم يكن الأخوين على وفاق فيما بينهما، لذلك ترك كارلومان أخيه يواجه وحده ثورة الآكيتانيين، التي قادها هونلاند، الذي تابع ثورة والده فايفر ضد الفرنسيين.
هذا الخلاف بين الأخوين دفع بأمهما بيرتراد إلى التدخل في السياسة، حيث عقدت حلفاً بين تاسيلون الثالث دوق بافاريا وبين ديسيديريوس ملك لومبارديا. عاد الوفاق بين كارلومان وشارلمان عام 770.
اعتباراً من شهر حزيران 771 بدأ كارلومان يعطي من أملاكه إلى كنيسة دير "سان ريمي"، مقابل أن يدفن فيها. توفي فجأة يوم 4 كانون الأول 771، في قصره بمدينة سالوسي، وسبب الوفاة المفاجأة غير معروف لعدم وجود شهادة دقيقة على الوفاة، هل كانت بسبب نزيف أنفي أم بتدبير من أخيه شارلمان؟